# Fairbairn-Sykes-Commando-Dagger

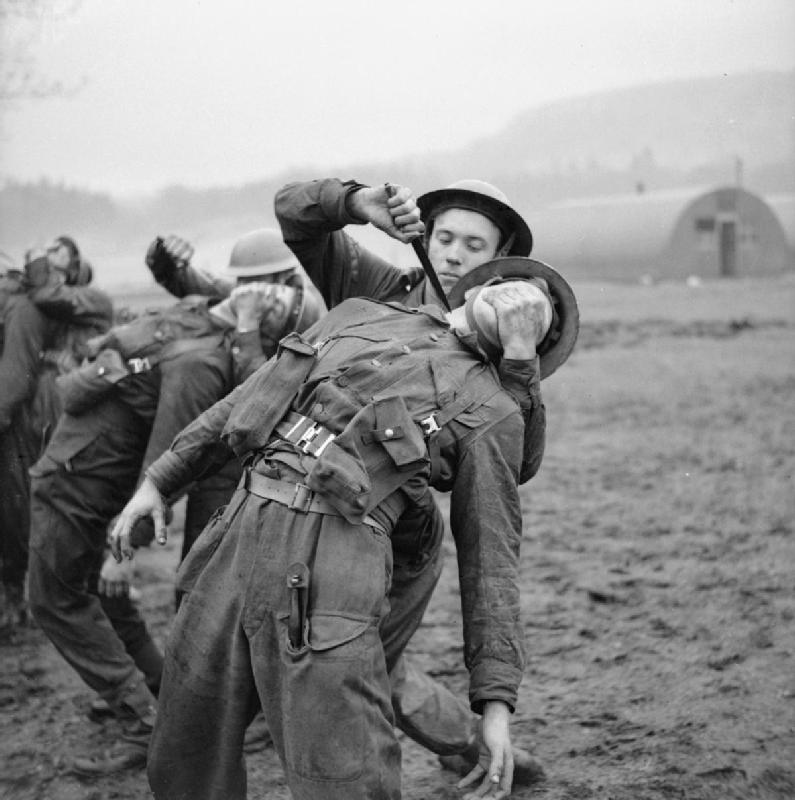
Ausbildung mit dem F-S-Dolch bei der British Army zur Zeit des Zweiten Weltkrieges

Der Fairbairn-Sykes-Commando-Dagger (kurz: F-S knife oder F-S dagger) ist ein zweischneidiges Kampfmesser. Es wird unter der NATO-Versorgungsnummer 1095 99 963 2037 geführt.

## Geschichte
Nachdem sich im Zweiten Weltkrieg im Juni 1940 das Britische Expeditionskorps aus Frankreich zurückziehen musste, beschloss das Vereinigte Königreich die Aufstellung der Spezialeinheit British Commandos. Die Commandos sollten hinter den feindlichen Linien überfallartig zuschlagen. Zunächst nutze die Einheit Kampfmesser, die auf den Grabendolchen des Ersten Weltkriegs basierten. Ausbilder der Einheit für den Nahkampf waren William Ewart Fairbairn und Eric Anthony Sykes, die vor dem Krieg bei der Shanghai Municipal Police, der britisch-internationalen Kolonialpolizei in Shanghai, dienten.
Im November 1940 machten Fairbairn und Sykes dem War Office Vorschläge für effektivere Kampfmesser. Zusammen mit dem Unternehmen Wilkinson Sword entwarfen sie ein Kampfmesser nach ihren Vorstellungen und ab Januar 1941 wurden die Messer produziert. Etwa 1.250 Exemplare wurden vom Modell 1 gefertigt. Der Auftrag für das vereinfachte Modell 2 ohne Fehlschärfe und mit gerader statt geschwungener Parierstange erfolgte am 29. April 1941. Insgesamt wurden 56.048 Stück vom Modell 2 produziert. Dem folgte das Modell 3 in schwarzer Farbe und gerippter statt geriffelter Griffoberfläche mit einem Auftragsvolumen von 154.000 Stück. Für die Modell 2 und 3 vergab die britische Regierung auch weitere Aufträge an andere Hersteller, hauptsächlich im Raum Sheffield. Wilkinson Sword produzierte auch für Exilregierungen wie die Niederlande und Norwegen, außerdem für private Käufer.
Im Jahre 1942 wurde Fairbairn in die Vereinigten Staaten versetzt, um dort als Ausbilder im Messerkampf zu dienen. Diese Zusammenarbeit führte dort zur Einführung von zwei dem F-S-Dolch sehr ähnlichen Waffen, dem V-42 Stiletto und dem Marine Raider Stiletto.
Fairbairn traf im amerikanischen Office of Strategic Services auf Rex Applegate. Die beiden analysierten die Erfahrung mit dem das F-S-Messer, erkannten Verbesserungsbedarf und entwickelten das Applegate-Fairbairn-Kampfmesser.
Der Dolch in der Version 3, für den seit 1949 eine einheitliche Form mit der UK government specification E/1323E von der Regierung von Großbritannien festgelegt ist, wird unter der NATO-Versorgungsnummer 1095 99 963 2037 geführt.

## Beschreibung
Das Fairbairn-Sykes-Kampfmesser ist primär für den Stich designiert, mit der Klinge kann aber auch geschnitten werden. Es hat eine schmale Form, einen Florettgriff aus Bronze und eine Klingenlänge von 17,5 cm. Das Messer hat einen Schwerpunkt vorne am Griff, wiegt 283,5 g und die Klinge ist geschwärzt. Dass die Klingenstellung durch den runden Griff im Dunkeln nicht sofort durch Tastgefühl bemerkt werden kann, wurde von manchen kritisiert. Außerdem kann durch den runden Griff dieser sich in der Hand drehen. Schwachpunkt des Messers ist die dünne Spitze, die bei Belastung leicht bricht.

Das Messer wurde für Überraschungsangriffe und Kämpfe entwickelt, die schlanke Klinge kann leicht in einen Brustkorb eindringen. Der Florettgriff bietet präzisen Halt. Fairbairns Begründung für das Design findet sich in seinem Buch Get Tough! (1942):
„Im Nahkampf gibt es keine tödlichere Waffe als das Messer. Bei der Auswahl eines Messers sind zwei wichtige Faktoren zu beachten: Gleichgewicht und Schärfe. Der Griff sollte leicht in Ihre Hand passen und die Klinge sollte nicht so schwer sein, dass sie dazu neigt, den Griff bei lockerem Griff aus Ihren Fingern zu ziehen. Es ist wichtig, dass die Klinge eine scharfe Stichspitze und gute Schneidkanten hat, da eine durchgerissene Arterie (im Gegensatz zu einem sauberen Schnitt) dazu neigt, sich zusammenzuziehen und die Blutung zu stoppen. Wird eine Hauptschlagader sauber durchtrennt, verliert der Verwundete schnell das Bewusstsein und stirbt.“
Wegen Materialmangel im Zweiten Weltkrieg weichen manche Messer ein wenig vom Standarddesign ab. Heutige neue Modelle sind aus verschiedensten Materialien, es gibt verschiedenste Versionen.

## Nutzerstaaten

### Aktuell
- Australien – 1. und 2. Kommandoregiment
- Indonesien – Kopassus
- Malaysia – Grup Gerak Khas
- Singapur – Singapur-Kommandos
- Spanien – FS-Messerklone für die spanischen Luftlandesoldaten

### Ehemalig
- Australien: Einige wurden von australischen Soldaten im Vietnamkrieg verwendet.
- Kanada: Früher von der First Special Service Force verwendet.
- Frankreich: Früher von französischen Widerstandskämpfern verwendet.
- Ghana: 250 FS-Messer, die zwischen 1969 und 1979 bestellt wurden.
- Kenia: 500 FS-Messer bestellt.
- Niederlande: 1961 wurden 400 FS-Messer bestellt.
- Nigeria: 300 FS-Messer bestellt.
- Norwegen: 1962 wurden 450 FS-Messer bestellt.
- Vereinigtes Königreich: Früher verwendet durch die SAS, die Special Service Brigade, die Chindits, SBS, und das Parachute Regiment (Vereinigtes Königreich).
- Vereinigte Staaten: Einige wurden während des Vietnamkriegs von einigen Soldaten der Spezialeinheiten der US-Armee verwendet. Früher von United States Army Rangers, Marine Raiders, und der First Special Service Force verwendet.